# Palença de Cima
Palença de Cima é uma localidade da antiga freguesia do Pragal, Município de Almada. Este lugar é conhecido desde o século XVI. Em 1505, existia neste local a Albergaria de S. Lázaro uma vinha aforada a um Pero Vaz.
Nesta localidade terá tido Fernão Mendes Pinto, autor da obra Peregrinação, uma casa onde terá residido e vivido os seus últimos dias. Há quem (como Prof. José Hermano Saraiva) defenda que essa casa ainda possa existir, se bem que alterada ou arruinada. Sendo a sua localização provável na Rua Fernão Mendes Pinto.
1. ↑  https://www.rtp.pt/programa/tv/p15078